# Puni Puni Poemi
Puni Puni Poemi (jap. Titel ぷにぷに☆ぽえみぃ) ist ein Anime-OVA und Ableger der Anime-Serie Excel Saga, die das Magical Girl Genre parodiert.

## Handlung
Die junge Poemi Watanabe, ihres Zeichens Tochter von Shinichi Watanabe oder auch Nabeshin, hat zwei Träume: Synchronsprecherin (Seiyū) werden und dass ihr der coole K einmal eine Nachricht auf ihren Pager schickt. Allerdings könnte die hyperaktive Poemi für ihren Traumberuf kaum weniger begabt sein und auch K könnte sich gar nicht weniger für sie interessieren – bis plötzlich ein Alien scheinbar Poemis Eltern tötet und ihr Zuhause ein Opfer der Flammen wird. So ist sie gezwungen, dem Angebot ihrer in sie vernarrten Freundin Futaba nachzukommen und in das Haus der Aasu-Schwestern einzuziehen. Sie haben alle ihre besonderen Probleme mit der Sexualität (zu kleine Brüste, beständiger Sexualtrieb, Sadomasochismus etc.).
Als die Außerirdischen die Stadt angreifen und sich die passiven, übernatürlichen Kräfte der Aasu-Schwestern als nutzlos herausstellen, gerät Poemi an einen sprechenden Fisch, der sie in Puni Puni Poemi verwandelt. Mit Hilfe ihrer neuen Superkräfte zerstört sie den angreifenden Roboter, der einem Tausendfüßler ähnelte. Jedoch hat Poemis Ego so einige Probleme mit ihren neuen Kräften, die sie ohne Rücksicht auf Verluste einsetzt, z. B. auch unschuldige Bürger bestraft. Letztendlich taucht das Mutterschiff der Aliens (eine direkte Anspielung auf den Todesstern von Starwars) auf und Poemi muss feststellen, dass ihre neue Familie von den Aliens entführt wurde. Der Anführer der Aliens ist niemand anderes als K. Nach einer kontroversen Auseinandersetzung trifft sie ihren Vater und "Mutter" wieder und kehrt zusammen mit den Schwestern auf die Erde zurück.

## Konzeption
Die Serie ist eine Persiflage auf das Magical Girl Genre und auf sich selbst. So redet Poemi von sich immer in der dritten Person, nennt sich Kobayashi und spricht ihren Vater Nabeshin mit Director an. Kobayashi ist Nachname der Seiyū Yumiko Kobayashi die den Vorspann sang und die Rolle der Poemi übernahm. Sie ist zugleich auch die Sprecherin von Excel Kobayashi, eines der „Excel Girls“ aus Excel Saga. Nabeshin ist die Cameo-Rolle von Regisseur Watanabe Shinichi, welche auch bereits in Excel Saga vorhanden war.
Die in diesem Genre „aus Kostengründen ständig wiederholten Verwandlungsszenen“ werden zu einem Schlüsselelement in der Handlung. Der Fanservice wird durch freizügige Nacktheit und die in Magical-Girl-Serien angeführte Freundschaft mit der homoerotischen und einseitigen Beziehung zwischen Futaba und Poemi karikiert. Zahlreiche Elemente der Handlung deuten auf einen Seitenhieb auf die Serie Card Captor Sakura hin.
Öfters werden Kameraschwenks in die Produktion unternommen, bei denen animierte Kameraleute gezeigt werden.

## Entstehung und Veröffentlichungen
Regie der 2001 von J.C.Staff produzierten OVA führte Shin’ichi Watanabe. Die Folgen wurden am 7. März 2001 und 19. Dezember 2001 in Japan auf VHS veröffentlicht. In den USA wurden die beiden Folgen am 6. April 2004 von ADV Films auf DVD veröffentlicht.

### Synchronsprecher
| Rolle          | japanischer Sprecher (Seiyū) |
| -------------- | ---------------------------- |
| Poemi Watanabe | Yumiko Kobayashi             |
| Nabeshin       | Shin’ichi Watanabe           |
| Hitomi Āsu     | Satomi Kōrogi                |
| Futaba Āsu     | Yuka Imai                    |
| Mitsuki Āsu    | Atsuko Enomoto               |
| Shii Āsu       | Omi Minami                   |
| Itsue Āsu      | Kotono Mitsuishi             |
| Mutsumi Āsu    | Tomoko Kawakami              |
| Nanase Āsu     | Aya Hisakawa                 |
| K              | Ryū Itō                      |